# ¡México por siempre!
 (février 2018).
Albums de Luis Miguel
Luis Miguel
(2010) -
(-)
Singles
1. La fiesta del mariachi
Sortie : 27 octobre 2017
2. Llamarada
Sortie : 17 novembre 2017

¡México por siempre! est le vingt-troisième album de Luis Miguel sorti en 2017.

## Le disque
La production est de Luis Miguel.

## Liste des titres
| No  | Titre                                | Auteur                                  | Durée |
| --- | ------------------------------------ | --------------------------------------- | ----- |
| 1.  | La fiesta del mariachi               | José Martínez Barajas                   | 2:44  |
| 2.  | No me amenaces                       | José Alfredo Jiménez                    | 2:39  |
| 3.  | Llamarada                            | Jorge Villamil                          | 3:35  |
| 4.  | El balajú                            | Pedro Galindo Galarza, Ernesto Cortázar | 2:49  |
| 5.  | Soy lo prohibido                     | Roberto Cantoral, Francisco Dino Ramos  | 3:05  |
| 6.  | El siete mares                       | José Alfredo Jiménez                    | 2:39  |
| 7.  | ¿Por qué te conocí?                  | Juan Bruno Tarraza                      | 3:23  |
| 8.  | Deja que salga la luna               | José Alfredo Jiménez                    | 3:23  |
| 9.  | Serenata Huasteca                    | José Alfredo Jiménez                    | 3:55  |
| 10. | Que te vaya bonito                   | José Alfredo Jiménez                    | 2:42  |
| 11. | No discutamos                        | Juan Gabriel                            | 3:22  |
| 12. | Sin sangre en las venas              | Rubén Fuentes, Mario Montes             | 2:40  |
| 13. | Qué bonita es mi tierra              | Rubén Fuentes, Mario Montes             | 2:53  |
| 14. | Los días felices (Les Jours Heureux) | Charles Aznavour                        | 3:49  |